# فتح القدس
فتح القدس جزء من الصراع العسكري الذي وقع في 637 م الموافق 16 هـ بين الخلافة الراشدة الإسلامية والإمبراطورية البيزنطية. وقد بدأت عندما قام جيش المسلمين- تحت قيادة أبو عبيدة بن الجراح- بمحاصرة القدس في شوال 15 هـ الموافق نوفمبر تشرين الثاني 636 م. وبعد ستة أشهر، وافق البطريرك صفرونيوس على الاستسلام، بشرط قدوم الخليفة الراشدي. وفي عام 16 هـ، سافر الخليفة عمر بن الخطاب إلى القدس لتسلم مفاتيح المدينة.
الفتح الإسلامي لمدينة القدس أكد توطيد السيطرة الإسلامية على فلسطين والسيطرة التي لم تهدد مرة أخرى حتى الحروب الصليبية في أواخر القرن الحادي عشر وعبر القرن الثالث عشر. وهكذا، جاء الفتح الإسلامي تعريفا للعالم بمكانة القدس في الإسلام، كما في المسيحية واليهودية. بعد الفتح الإسلامي للقدس، سمح لليهود بزيارة وممارسة شعائرهم الدينية بحرية في القدس من قبل الخليفة عمر بعد ما يقرب من 500 سنة من طردهم من الأراضي المقدسة من قبل الرومان.

## مقدمة
كانت القدس مدينة مهمة من المقاطعة البيزنطية في السنوات السابقة للفتح الإسلامي. وفي 614 م، غزا الساسانيون تحت قيادة شهرباز المدينة أثناء الحروب الساسانية البيزنطية، وقام الفرس بنهب المدينة. ويقال أنهم ذبحوا 90000 ممن يتبعون المسيحية. وكان يعتقد أن اليهود، الذين تعرضوا للاضطهاد في الحكم الروماني الذي يسيطر عليهم، قاموا بمساعدة الفُرس. وكان الصليب الحقيقي أسر واقتيد إلى المدائن وتم استرجاعه فيما بعد من قبل الإمبراطور هرقل بعد أن انتصر على الفُرس.
توفي الرسول محمد ﷺ عام 632 م وخلفه الخليفة أبو بكر الصديق ، الذي أرجع السيادة على الجزيرة العربية بعد سلسلة من الحملات المعروفة باسم حروب الردة. وبدأ الفتح الإسلامي في الشرق من خلال غزو العراق، مقاطعة من الإمبراطورية الفارسية الساسانية. وعلى الجبهة الغربية، غزت جيوشه الإمبراطورية البيزنطية.
في 634 م، توفي أبو بكر وخلفه عمر بن الخطاب. وفي أيار / مايو 636 م، أطلق الإمبراطور هرقل حملة كبيرة لاستعادة الأراضي المفقودة، لكن جيشه هُزم بشكل حاسم في معركة اليرموك في 13 هـ آب / أغسطس 636 م. بعد ذلك، عقد أبو عبيدة قائد المسلمين في سوريا مجلس الحرب في أوائل أكتوبر 636 م لمناقشة الخطط المستقبلية والأهداف المتنوعة بين مدينتي قيسارية الساحلية والقدس. رأى أبو عبيدة أهمية هذه المدن على حد سواء، والتي قاومت كل محاولات المسلمين في الفتح. فكتب غير قادر على اتخاذ قرار بشأن هذه المسألة إلى الخليفة عمر للحصول على التعليمات. في رده، أمر الخليفة لهم لفتح الأخير. وفقا لذلك، سار أبو عبيدة من الجابية نحو القدس. ووصل القادة والمسلمون من جميع أنحاء القدس والحامية البيزنطية انسحبت إلى المدينة المحصنة.

## الحصار

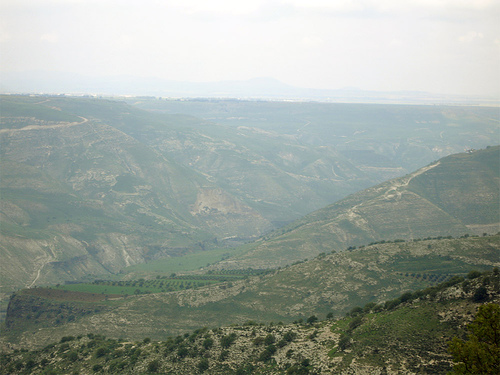
المكان الذي جرت فيه معركة اليرموك في شمال الأردن والتي كانت سبب رئيسي في فتح المسلمين للقدس وباقي مُدن الشام.

تم تحصين القدس جيدا بعدما استعادها هرقل من الفُرس. وبعد هزيمة البيزنطيين في اليرموك، أصلح بطريرك القدس صفرونيوس دفاعاتها. وكان المسلمون حتى الآن لم يحاصروا المدينة. ومع ذلك، منذ 13 هـ كانت هناك قوات عربية يمكن أن تهدد كل الطرق المؤدية إلى المدينة المقدسة. على الرغم من أنها لم تكن محاصرة، بعد معركة اليرموك كانت في حالة حصار من المسلمين الذين استولوا على الحصون المجاورة بيلا وبصرى. وقد قطعت المدينة عن بقية سورية، وكانت مسألة أن يجري إعدادها للحصار على ما يبدو لا مفر منه. عندما وصل جيش المسلمين أريحا، جمع صفرونيوس الآثار المقدسة بما في ذلك الصليب الحقيقي، وأرسلها سرا إلى الساحل لأخذها للقسطنطينية. بدأت قوات المسلمين الحصار في شوال 15 هـ. وبدلا من الاعتداءات المتواصلة على المدينة قرروا المضي قدما في الحصار لاٍنهاك البيزنطيين بنقص الإمدادات حتى يمكن التفاوض على الاستسلام غير الدموي.
وعلى الرغم من عدم تسجيل تفاصيل الحصار، يبدو أنه لم يكن دمويا والحامية البيزنطية لم تتوقع أي مساعدة من نظام هرقل المتواضع. بعد حصار دام أربعة أشهر، عرض صفرونيوس استسلام المدينة ودفع الجزية، بشرط أن يحضر الخليفة إلى القدس للتوقيع على اتفاق وقبول الاستسلام. يقال أنه عندما علم المسلمون بشروط صفرونيوس اقترح شرحبيل، أحد قادة المسلمين، إرسال خالد بن الوليد على أنه الخليفة، بما أنه كان مماثلاً جداً في المظهر لعمر بدلاً من انتظار قدوم الخليفة من المدينة المنورة. لكن هذا لم ينجح ربما لأن خالد كان مشهوراً جداً في الشام، أو قد يكون هناك بعض المسيحيين العرب في المدينة الذين زاروا المدينة المنورة وشاهدوا كل من عمر وخالد. وبالتالي رفض بطريرك القدس التفاوض، فكتب أبو عبيدة إلى الخليفة عمر عن الوضع، ودعاه للقدوم إلى القدس لقبول استسلام المدينة.

## الاستسلام

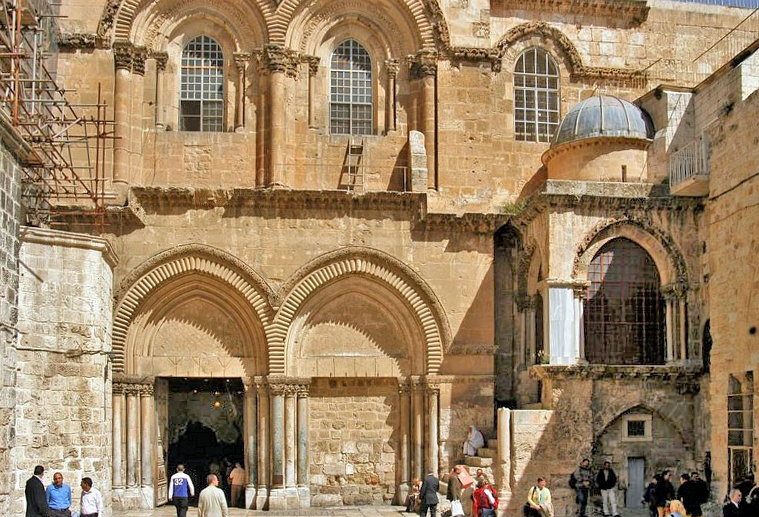
كنيسة القيامة التي دعا صفرنيوس الخطاب للصلاة فيها.

في ربيع الأول من السنة 16 هـ، وصل عمر إلى فلسطين وذهب أولا إلى الجابية، حيث استقبله أبو عبيدة وخالد بن الوليد الذي كان قد سافر مع مرافقه لاستقباله. وترك عمرو قائدا لجيش المسلمين للحصار.
لدى وصول عمر إلى القدس، تمت صياغة العهدة العمرية. واستسلمت المدينة وأعطيت ضمانات الحرية المدنية والدينية للمسيحيين في مقابل الجزية. وقد وقع عليها الخليفة عمر نيابة عن المسلمين، وشهدها خالد بن الوليد وعمرو بن العاص وعبد الرحمن بن عوف ومعاوية بن أبي سفيان. في أواخر نيسان / أبريل 637 م، استسلمت القدس رسميا للمسلمين.
وقد نص شرط في العهدة العمرية أن لا يسكن بإيلياء (القدس) معهم أحد من اليهود.
خطب عمر في أهل بيت المقدس قائلا: «"يا أهل إيلياء لكم ما لنا وعليكم ما علينا."» ثم دعاه البطريرك صفرونيوس لتفقد كنيسة القيامة، فلبى عمر دعوته، وأدركته الصلاة وهو فيها فالتفت إلى البطريرك وقال له: «"أين أصلي؟ فقال "مكانك صل" فقال: ما كان لعمر أن يصلي في كنيسة فيأتي المسلمون من بعدي ويقولون هنا صلى عمر ويبنون عليه مسجدا"»

وابتعد عنها رمية حجر وفرش عباءته وصلى. 

وجاء المسلمون من بعده وبنوا في ذلك المكان مسجدا سمي بمسجد عمر.

## ما بعد الفتح

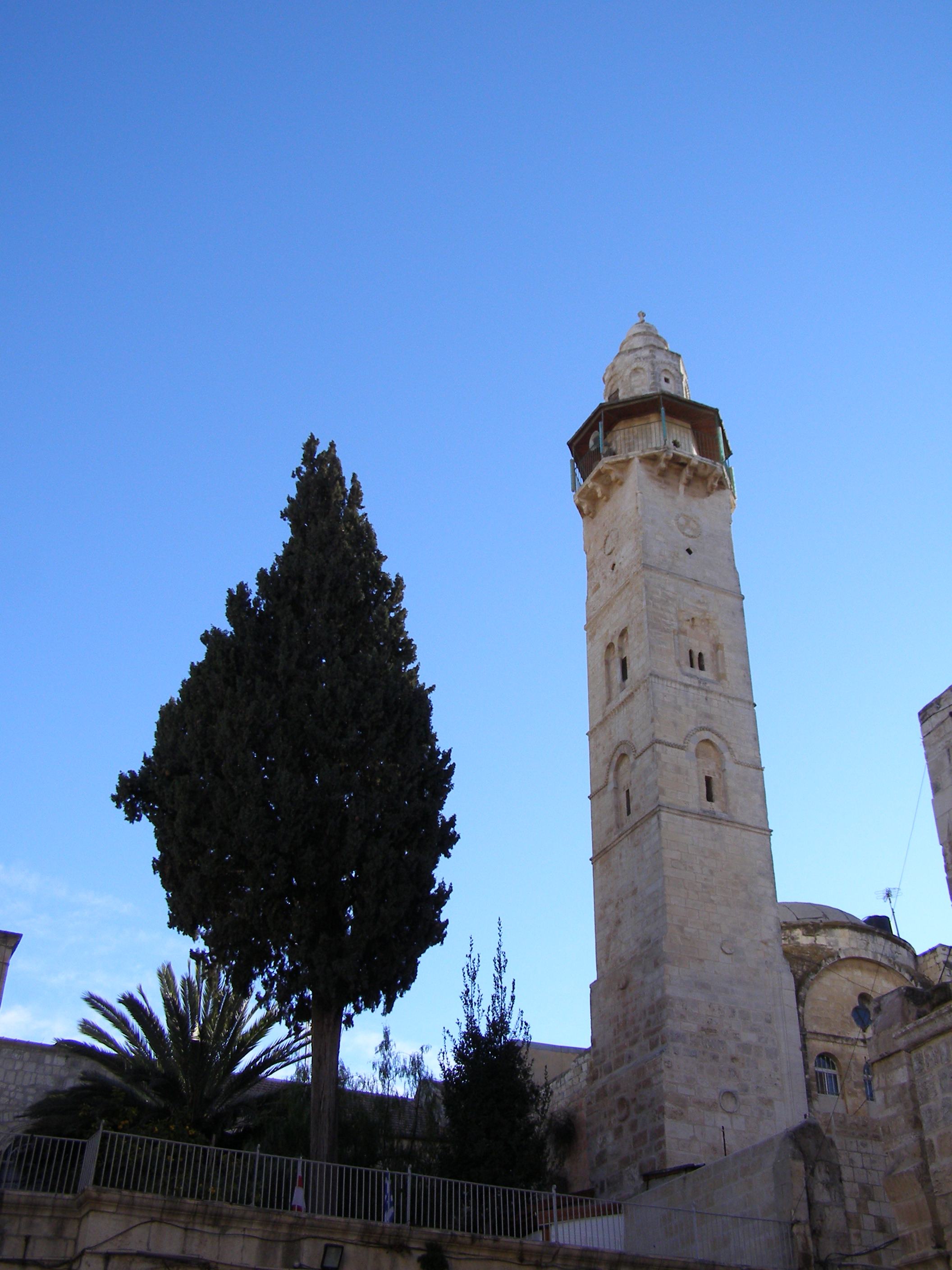
مئذنة مسجد عمر بن الخطاب - دمرت في العصر المملوكي، وتم بناؤها من جديد خلال القرن 19.

اتباعا لإرشادات الخليفة، شرع يزيد إلى قيصرية، ومرة أخرى حاصر المدينة الساحلية. سار عمرو وشرحبيل لاستكمال فتح فلسطين والأردن، وهي المهمة التي اكتملت بحلول نهاية العام. لكن قيصرية لم تؤخذ حتى 640 م. خرج أبو عبيدة وخالد من القدس لاستكمال فتح شمال سوريا الذي انتهى مع فتح أنطاكية في أواخر 637 م. وفي 18 هـ، فتح المسلمون بلاد مصر.
وخلال إقامته في القدس، قَدِم عمر على حجر الأساس الصخرة التي، وفقا للمؤرخات الإسلامية، صعد منها الرسول صلى الله عليه وسلم مع المَلَك جبريل قبل أقل من 20 عاماً في رحلة السماوات إلى الملأ الأعلى؛ والمعروفة باسم الإسراء والمعراج. وقام عمر بمسح النفايات والأنقاض من الموقع المقدس، واكتشف أن الصخرة حجمها أكبر. وبعد نهاية التنظيف كشف عن الحجم الحقيقي للصخرة. بنى عمر سياجاً حولها وأمر ببناء مسجد مجاور لها.

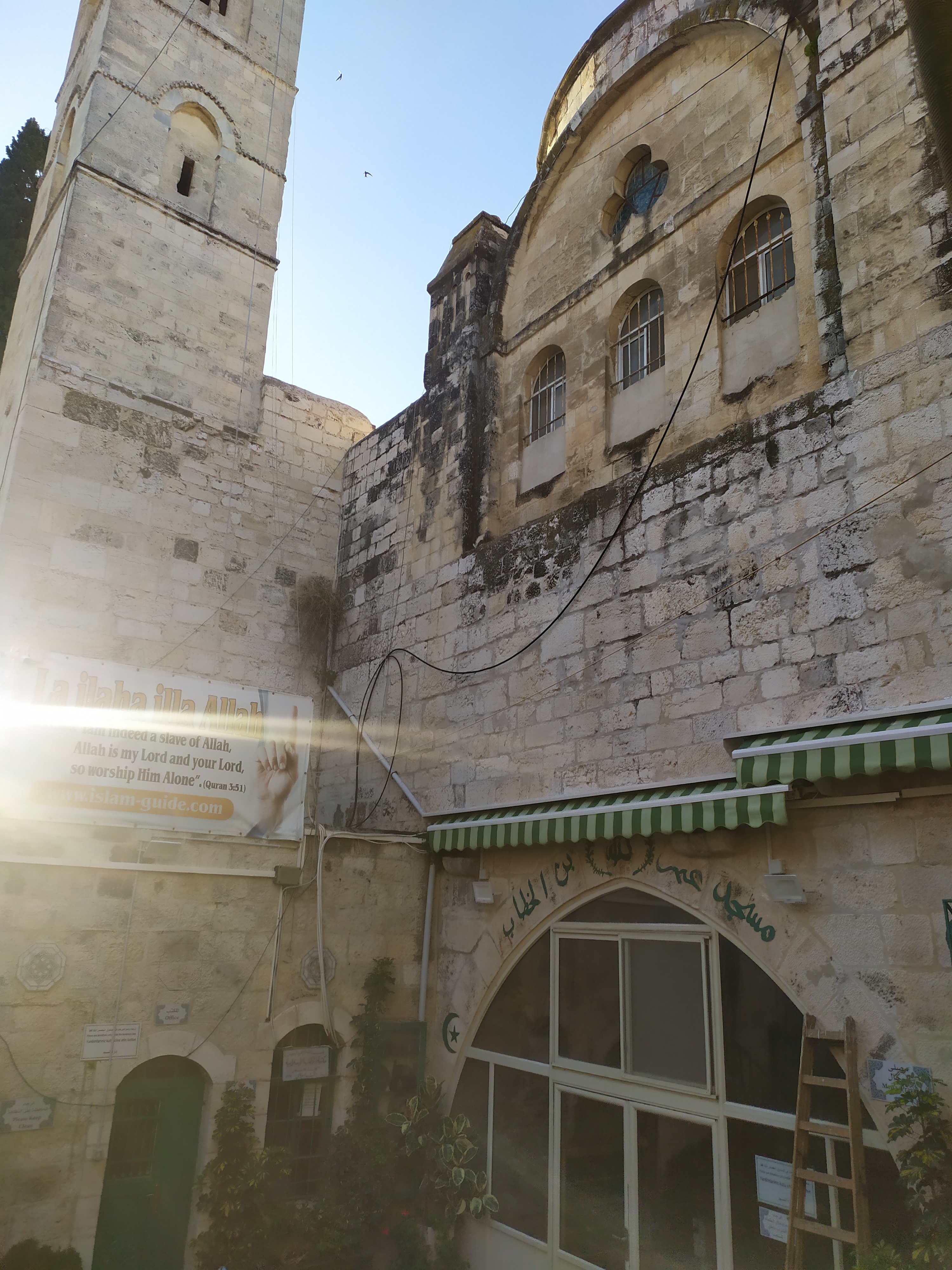
مسجد الخليفة عمر بن الخطاب في القدس، يقع في حارة النصارى في البلدة القديمة

بُني مسجد عمر في نفس البقعة التي صلى فيها الخليفة. واستمر حكم الإسلام 400 سنة متتالية للقدس حتى الحملة الصليبية الأولى في 1099.

## روابط خارجية
- دخول عمر بن الخطاب القدس واستكمال فتح الشام - قصة الإسلام
- المرحلة الخامسة: الفتح العربي الإسلامي الأول - موقع أخوات من أجل الأقصى